# Freddie Goodwin
Freddie Goodwin (Mánchester, 28 de junio de 1933-Gig Harbor, 19 de febrero de 2016) fue un futbolista y entrenador británico. Como jugador se desempeñaba en la posición de centrocampista.

## Clubes

### Como futbolista
| Club                 | País           | Año       | Partidos | Goles |
| -------------------- | -------------- | --------- | -------- | ----- |
| Manchester United FC | Inglaterra     | 1953-1960 | 95       | 7     |
| Leeds United FC      | Inglaterra     | 1960-1964 | 120      | 2     |
| Scunthorpe United FC | Inglaterra     | 1964-1966 | 6        | 1     |
| New York Generals    | Estados Unidos | 1967      | 1        | 0     |

### Como entrenador
| Club                      | País           | Año       |
| ------------------------- | -------------- | --------- |
| Scunthorpe United FC      | Inglaterra     | 1964-1967 |
| New York Generals         | Estados Unidos | 1967-1968 |
| Brighton & Hove Albion FC | Inglaterra     | 1968-1970 |
| Birmingham City FC        | Inglaterra     | 1970-1975 |
| Minnesota Kicks           | Estados Unidos | 1976-1978 |
| Minnesota Kicks           | Estados Unidos | 1980-1981 |

## Palmarés

### Campeonatos nacionales
| Título                         | Club                 | País       | Año  |
| ------------------------------ | -------------------- | ---------- | ---- |
| Football League First Division | Manchester United FC | Inglaterra | 1956 |
| Football League First Division | Manchester United FC | Inglaterra | 1957 |
| Community Shield               | Manchester United FC | Inglaterra | 1957 |